# فرودگاه پرکیومن ولی
 فرودگاه پرکیومن ولی (به انگلیسی: Perkiomen Valley Airport) یک فرودگاه همگانی بهره‌برداری هوایی است که یک باند فرود آسفالت دارد و طول باند آن ۸۷۸ متر است. این فرودگاه در کشور ایالات متحده آمریکا قرار دارد و در ارتفاع ۸۴ متری از سطح دریا واقع شده است.